# 跑 (坂本真綾單曲)
《跑》（走る）是坂本真綾的第四張單曲。

## 作品簡介
- 由於是專輯《DIVE》的先行單曲，所以這也是她自身唯一沒有搭配動畫OP/ED做宣傳的單曲。專輯收錄的是新錄的專輯版，之後所發行的精選輯也未收錄單曲版的原始音源，因此僅能從極難購入的迷你CD（8cm CD）才能聽到單曲版的《跑》。但是B面單曲（中譯：駕駛員）則收入在《DIVE》、《everywhere》專輯中。[1]
- 此外，本單曲的PV為她所拍攝的第一個PV。之後收錄在的初回限定版所附的DVD中。[2]

## 收錄曲
（全作曲・編曲：菅野洋子）
1. - 作詞：岩里祐穗
2. - 作詞：坂本真綾
3. （VOCAL OFF）
4. （VOCAL OFF）